# Cantón de Sainte-Foy-lès-Lyon
El cantón de Sainte-Foy-lès-Lyon era una división administrativa francesa, que estaba situada en el departamento de Ródano y la región de Ródano-Alpes.

## Composición
El cantón estaba formado por dos comunas:
- La Mulatière
- Sainte-Foy-lès-Lyon

## Supresión del cantón de Sainte-Foy-lès-Lyon
En aplicación del Artículo L3611-1 del código general de las colectividades territoriales francesas, el cantón de Sainte-Foy-lès-Lyon fue suprimido el 1 de enero de 2015 y sus comunas pasaron a formar parte de la Metrópoli de Lyon.